# العلاقات السنغالية البوتانية
العلاقات السنغالية البوتانية هي العلاقات الثنائية التي تجمع بين السنغال وبوتان.

## مقارنة بين البلدين
هذه مقارنة عامة ومرجعية للدولتين:
| وجه المقارنة                                              | السنغال                                              | بوتان          |
| --------------------------------------------------------- | ---------------------------------------------------- | -------------- |
| المساحة (كم2)                                             | 196.72 ألف                                           | 38.39 ألف      |
| عدد السكان (نسمة)                                         | 15.85 مليون                                          | 807.61 ألف     |
| الكثافة السكانية (ن./كم²)                                 | 80.57                                                | 21.04          |
| العاصمة                                                   | داكار                                                | تيمفو          |
| اللغة الرسمية                                             | لغة فرنسية، اللغة الولوفية، باديارا ‏، اللغة البلنتية | لغة دزونكا     |
| العملة                                                    | فرنك غرب أفريقي                                      | نغولترم بوتاني |
| الناتج المحلي الإجمالي (بليون دولار)                      | 16.37 مليار                                          | 2.51 مليار     |
| الناتج المحلي الإجمالي (تعادل القوة الشرائية) بليون دولار | 36.62 مليار                                          | 6.49 مليار     |
| الناتج المحلي الإجمالي الاسمي للفرد دولار أمريكي          | 899                                                  | 2.66 ألف       |
| الناتج المحلي الإجمالي للفرد دولار أمريكي                 | 2.33 ألف                                             | 7.82 ألف       |
| مؤشر التنمية البشرية                                      | 0.466                                                | 0.605          |
| رمز المكالمات الدولي                                      | +221                                                 | +975           |
| رمز الإنترنت                                              | .sn                                                  | .bt            |
| المنطقة الزمنية                                           | 00                                                   | ت ع م+06:00    |

## منظمات دولية مشتركة
يشترك البلدان في عضوية مجموعة من المنظمات الدولية، منها:
| علم المنظمة | اسم المنظمة                        | تاريخ انضمام السنغال | تاريخ انضمام بوتان |
| ----------- | ---------------------------------- | -------------------- | ------------------ |
|             | منظمة الشرطة الجنائية الدولية      | ?                    | ?                  |
|             | البنك الدولي للإنشاء والتعمير      | 31 أغسطس 1962        | 28 سبتمبر 1981     |
|             | منظمة حظر الأسلحة الكيميائية       | ?                    | ?                  |
|             | الأمم المتحدة                      | 28 سبتمبر 1960       | 21 سبتمبر 1971     |
|             | مؤسسة التنمية الدولية              | 31 أغسطس 1962        | 28 سبتمبر 1981     |
|             | يونسكو                             | 10 نوفمبر 1960       | 13 أبريل 1982      |
|             | الاتحاد البريدي العالمي            | ?                    | ?                  |
|             | مؤسسة التمويل الدولية              | 31 أغسطس 1962        | 1 ديسمبر 2003      |
|             | الاتحاد الدولي للاتصالات           | 15 نوفمبر 1960       | 15 سبتمبر 1988     |
|             | وكالة ضمان الاستثمار متعدد الأطراف | 12 أبريل 1988        | 21 أكتوبر 2014     |

## وصلات خارجية
- موقع وزارة الخارجية السنغالية
- موقع وزارة الخارجية البوتانية